# Élections cantonales de 1992 dans la Haute-Vienne
Les élections cantonales ont eu lieu les 22 et 29 mars 1992.
Lors de ces élections, 21 des 42 cantons de la Haute-Vienne ont été renouvelés. Elles ont vu la reconduction de la majorité socialiste dirigée par Jean-Claude Peyronnet, président du conseil général depuis 1982.

## Résultats à l’échelle du département
Répartition départementale des résultats (2e tour).
- EXG (9,48 %)
- PS (43,4 %)
- Majorité (1,06 %)
- Verts (2,54 %)
- RPR (29,98 %)
- UDF (7,42 %)
- DVD (5,55 %)
- FN (0,57 %)

| Étiquette      | Étiquette                          | Premier tour | Premier tour | Second tour | Second tour | Sièges |
| Étiquette      | Étiquette                          | Voix         | %            | Voix        | %           | Sièges |
| -------------- | ---------------------------------- | ------------ | ------------ | ----------- | ----------- | ------ |
|                | Parti socialiste                   | 34 675       | 33,55        | 37 584      | 43,40       | 12     |
|                | Parti communiste français          | 9 114        | 8,82         |             |             |        |
|                | Extrême gauche                     | 7 035        | 6,81         | 8 213       | 9,48        | 4      |
|                | Majorité présidentielle            | 2 735        | 2,65         | 922         | 1,06        | 1      |
| Gauche         | Gauche                             | 53 559       | 51,83        | 46 719      | 53,94       | 17     |
|                |                                    |              |              |             |             |        |
|                | Rassemblement pour la République   | 18 073       | 17,49        | 25 960      | 29,98       | 2      |
|                | Divers droite                      | 8 315        | 8,05         | 4 808       | 5,55        | 1      |
|                | Front national                     | 7 464        | 7,22         | 490         | 0,57        | 0      |
|                | Union pour la démocratie française | 5 270        | 5,10         | 6 425       | 7,42        | 1      |
| Droite         | Droite                             | 39 122       | 37,86        | 37 683      | 43,52       | 4      |
|                |                                    |              |              |             |             |        |
|                | Les Verts                          | 10 669       | 10,32        | 2 196       | 2,54        | 0      |
| Écologistes    | Écologistes                        | 10 669       | 10,32        | 2 196       | 2,54        | 0      |
|                |                                    |              |              |             |             |        |
| Inscrits       | Inscrits                           | 146 205      | 100,00       | 140 901     | 100,00      |        |
| Abstention     | Abstention                         | 34 677       | 23,72        | 45 639      | 32,39       |        |
| Votants        | Votants                            | 111 528      | 76,28        | 95 262      | 67,61       |        |
| Blancs et nuls | Blancs et nuls                     | 8 178        | 7,33         | 8 664       | 9,09        |        |
| Exprimés       | Exprimés                           | 103 350      | 92,67        | 86 598      | 90,91       |        |

## Résultats par canton

### Canton d'Aixe-sur-Vienne
| Candidats      | Candidats       | Étiquette      | Premier tour | Premier tour | Second tour | Second tour |
| Candidats      | Candidats       | Étiquette      | Voix         | %            | Voix        | %           |
| -------------- | --------------- | -------------- | ------------ | ------------ | ----------- | ----------- |
|                | René Denis*     | PS             | 3 718        | 41,36        | 4 213       | 54,81       |
|                | Michel Planchat | RPR            | 2 462        | 27,39        | 3 474       | 45,19       |
|                | Francis Gallet  | Verts          | 1 370        | 15,24        | Retrait     | Retrait     |
|                | Pierre Chazelas | PCF            | 741          | 8,24         |             |             |
|                | Germaine Lobrot | FN             | 698          | 7,77         |             |             |
|                |                 |                |              |              |             |             |
| Inscrits       | Inscrits        | Inscrits       | 12 225       | 100,00       | 12 225      | 100,00      |
| Abstention     | Abstention      | Abstention     | 2 478        | 20,27        | 3 656       | 29,91       |
| Votants        | Votants         | Votants        | 9 747        | 79,73        | 8 569       | 70,09       |
| Blancs et nuls | Blancs et nuls  | Blancs et nuls | 758          | 7,78         | 882         | 10,29       |
| Exprimés       | Exprimés        | Exprimés       | 8 989        | 92,22        | 7 687       | 89,71       |

*sortant

### Canton d'Ambazac
| Candidats      | Candidats          | Étiquette      | Premier tour | Premier tour | Second tour | Second tour |
| Candidats      | Candidats          | Étiquette      | Voix         | %            | Voix        | %           |
| -------------- | ------------------ | -------------- | ------------ | ------------ | ----------- | ----------- |
|                | André Gagnadre*    | PS             | 2 427        | 35,03        | 3 195       | 56,19       |
|                | André Barry        | RPR            | 1 742        | 25,14        | 2 491       | 43,81       |
|                | Patrick Mancois    | PCF            | 1 211        | 17,48        | Retrait     | Retrait     |
|                | Christian Lamouric | Verts          | 974          | 14,06        |             |             |
|                | Isabelle Genot     | FN             | 574          | 8,29         |             |             |
|                |                    |                |              |              |             |             |
| Inscrits       | Inscrits           | Inscrits       | 10 312       | 100,00       | 10 312      | 100,00      |
| Abstention     | Abstention         | Abstention     | 2 701        | 26,19        | 3 638       | 35,28       |
| Votants        | Votants            | Votants        | 7 611        | 73,81        | 6 674       | 64,72       |
| Blancs et nuls | Blancs et nuls     | Blancs et nuls | 683          | 8,97         | 988         | 14,80       |
| Exprimés       | Exprimés           | Exprimés       | 6 928        | 91,03        | 5 686       | 85,20       |

*sortant

### Canton de Bellac
| Candidats      | Candidats         | Étiquette      | Premier tour | Premier tour | Second tour | Second tour |
| Candidats      | Candidats         | Étiquette      | Voix         | %            | Voix        | %           |
| -------------- | ----------------- | -------------- | ------------ | ------------ | ----------- | ----------- |
|                | Colette Gadioux   | PS             | 1 662        | 38,01        | 2 466       | 56,02       |
|                | Bernard Chevalier | DVD            | 1 646        | 37,64        | 1 936       | 43,98       |
|                | Jean-Louis Baudry | PCF            | 441          | 10,08        |             |             |
|                | Jean-Pol Voeltzel | EXG            | 241          | 5,51         |             |             |
|                | Martine Blanc     | FN             | 214          | 4,89         |             |             |
|                | Marc Vitel        | Verts          | 169          | 3,86         |             |             |
|                |                   |                |              |              |             |             |
| Inscrits       | Inscrits          | Inscrits       | 6 005        | 100,00       | 6 005       | 100,00      |
| Abstention     | Abstention        | Abstention     | 1 363        | 22,70        | 1 358       | 22,61       |
| Votants        | Votants           | Votants        | 4 642        | 77,30        | 4 647       | 77,39       |
| Blancs et nuls | Blancs et nuls    | Blancs et nuls | 269          | 5,79         | 245         | 5,27        |
| Exprimés       | Exprimés          | Exprimés       | 4 373        | 94,21        | 4 402       | 94,73       |

### Canton de Châteauponsac
| Candidats      | Candidats          | Étiquette      | Premier tour | Premier tour | Second tour | Second tour |
| Candidats      | Candidats          | Étiquette      | Voix         | %            | Voix        | %           |
| -------------- | ------------------ | -------------- | ------------ | ------------ | ----------- | ----------- |
|                | Gérard Lamardelle  | PS             | 1 233        | 48,39        | 1 427       | 59,14       |
|                | Jean-Marie Senac   | RPR            | 802          | 31,48        | 986         | 40,86       |
|                | Pascal Baraud      | PCF            | 254          | 9,97         |             |             |
|                | Danielle Riviere   | Verts          | 156          | 6,12         |             |             |
|                | Michelle Le Borgne | FN             | 103          | 4,04         |             |             |
|                |                    |                |              |              |             |             |
| Inscrits       | Inscrits           | Inscrits       | 3 734        | 100,00       | 3 734       | 100,00      |
| Abstention     | Abstention         | Abstention     | 904          | 24,21        | 1 044       | 27,96       |
| Votants        | Votants            | Votants        | 2 830        | 75,79        | 2 690       | 72,04       |
| Blancs et nuls | Blancs et nuls     | Blancs et nuls | 282          | 9,96         | 277         | 10,30       |
| Exprimés       | Exprimés           | Exprimés       | 2 548        | 90,04        | 2 413       | 89,70       |

### Canton d'Eymoutiers
| Candidats      | Candidats          | Étiquette      | Premier tour | Premier tour | Second tour | Second tour |
| Candidats      | Candidats          | Étiquette      | Voix         | %            | Voix        | %           |
| -------------- | ------------------ | -------------- | ------------ | ------------ | ----------- | ----------- |
|                | André Leycure*     | EXG            | 1 587        | 38,81        | 2 222       | 67,74       |
|                | Daniel Perducat    | PS             | 1 556        | 38,05        | Retrait     | Retrait     |
|                | Jacques Jonard     | RPR            | 630          | 15,41        | 1 058       | 32,26       |
|                | Georges Theil      | FN             | 187          | 4,57         |             |             |
|                | Georgette Martinet | Verts          | 129          | 3,15         |             |             |
|                |                    |                |              |              |             |             |
| Inscrits       | Inscrits           | Inscrits       | 5 861        | 100,00       | 5 859       | 100,00      |
| Abstention     | Abstention         | Abstention     | 1 369        | 23,36        | 2 011       | 34,32       |
| Votants        | Votants            | Votants        | 4 492        | 76,64        | 3 848       | 65,68       |
| Blancs et nuls | Blancs et nuls     | Blancs et nuls | 403          | 8,97         | 568         | 14,76       |
| Exprimés       | Exprimés           | Exprimés       | 4 089        | 91,03        | 3 280       | 85,24       |

*sortant

### Canton de Limoges-La Bastide
| Candidats      | Candidats           | Étiquette      | Premier tour | Premier tour | Second tour | Second tour |
| Candidats      | Candidats           | Étiquette      | Voix         | %            | Voix        | %           |
| -------------- | ------------------- | -------------- | ------------ | ------------ | ----------- | ----------- |
|                | Guy Cuisinier*      | PS             | 1 478        | 35,33        | 1 766       | 48,92       |
|                | Jacques Cassagnolle | RPR            | 809          | 19,34        | 820         | 22,71       |
|                | Josette Rejou       | Verts          | 733          | 17,52        | 534         | 14,79       |
|                | Antoine Orabona     | FN             | 642          | 15,35        | 490         | 13,57       |
|                | Bernard Espigat     | PCF            | 521          | 12,46        |             |             |
|                |                     |                |              |              |             |             |
| Inscrits       | Inscrits            | Inscrits       | 6 326        | 100,00       | 6 326       | 100,00      |
| Abstention     | Abstention          | Abstention     | 1 759        | 27,81        | 2 393       | 37,83       |
| Votants        | Votants             | Votants        | 4 567        | 72,19        | 3 933       | 62,17       |
| Blancs et nuls | Blancs et nuls      | Blancs et nuls | 384          | 8,41         | 323         | 8,21        |
| Exprimés       | Exprimés            | Exprimés       | 4 183        | 91,59        | 3 610       | 91,79       |

*sortant

### Canton de Limoges-Carnot
| Candidats      | Candidats          | Étiquette      | Premier tour | Premier tour | Second tour | Second tour |
| Candidats      | Candidats          | Étiquette      | Voix         | %            | Voix        | %           |
| -------------- | ------------------ | -------------- | ------------ | ------------ | ----------- | ----------- |
|                | Jacques Chevassus* | PS             | 1 194        | 37,39        | 1 358       | 48,19       |
|                | Gérard Janicot     | RPR            | 1 071        | 33,54        | 1 460       | 51,81       |
|                | Jean-Louis Omer    | FN             | 340          | 10,65        |             |             |
|                | Ludovic Vignaud    | DVD            | 305          | 9,55         |             |             |
|                | Josette Balanche   | PCF            | 283          | 8,86         |             |             |
|                | Jacques Grandjean  | DVD            | 0            | 0,00         |             |             |
|                |                    |                |              |              |             |             |
| Inscrits       | Inscrits           | Inscrits       | 4 949        | 100,00       | 4 949       | 100,00      |
| Abstention     | Abstention         | Abstention     | 1 442        | 29,14        | 1 854       | 37,46       |
| Votants        | Votants            | Votants        | 3 507        | 70,86        | 3 095       | 62,54       |
| Blancs et nuls | Blancs et nuls     | Blancs et nuls | 314          | 8,95         | 277         | 8,95        |
| Exprimés       | Exprimés           | Exprimés       | 3 193        | 91,05        | 2 818       | 91,05       |

*sortant

### Canton de Limoges-Couzeix
| Candidats      | Candidats         | Étiquette      | Premier tour | Premier tour | Second tour | Second tour |
| Candidats      | Candidats         | Étiquette      | Voix         | %            | Voix        | %           |
| -------------- | ----------------- | -------------- | ------------ | ------------ | ----------- | ----------- |
|                | Jean-Marc Gabouty | UDF            | 1 905        | 40,11        | 2 331       | 54,58       |
|                | Jean Parreau*     | PS             | 1 405        | 29,58        | 1 940       | 45,42       |
|                | André Santrot     | PCF            | 629          | 13,24        |             |             |
|                | Martine Linol     | Verts          | 510          | 10,74        |             |             |
|                | Germaine Lobrot   | FN             | 301          | 6,34         |             |             |
|                |                   |                |              |              |             |             |
| Inscrits       | Inscrits          | Inscrits       | 6 521        | 100,00       | 6 521       | 100,00      |
| Abstention     | Abstention        | Abstention     | 1 519        | 23,29        | 1 855       | 28,45       |
| Votants        | Votants           | Votants        | 5 002        | 76,71        | 4 666       | 71,55       |
| Blancs et nuls | Blancs et nuls    | Blancs et nuls | 252          | 5,04         | 395         | 8,47        |
| Exprimés       | Exprimés          | Exprimés       | 4 750        | 94,96        | 4 271       | 91,53       |

*sortant

### Canton de Limoges-Émailleurs
| Candidats      | Candidats                  | Étiquette      | Premier tour | Premier tour | Second tour | Second tour |
| Candidats      | Candidats                  | Étiquette      | Voix         | %            | Voix        | %           |
| -------------- | -------------------------- | -------------- | ------------ | ------------ | ----------- | ----------- |
|                | Pierre Baillot-D'Estivaux* | RPR            | 2 814        | 44,80        | 3 269       | 64,66       |
|                | Jacqueline Chevalier       | PS             | 1 469        | 23,39        | 1 787       | 35,34       |
|                | Muriel Souchet             | Verts          | 660          | 10,51        |             |             |
|                | Marc Verger                | FN             | 605          | 9,63         |             |             |
|                | Guy Boussely               | RPR            | 427          | 6,80         |             |             |
|                | Bernard Toulet             | PCF            | 306          | 4,87         |             |             |
|                |                            |                |              |              |             |             |
| Inscrits       | Inscrits                   | Inscrits       | 9 126        | 100,00       | 9 126       | 100,00      |
| Abstention     | Abstention                 | Abstention     | 2 441        | 26,75        | 3 652       | 40,02       |
| Votants        | Votants                    | Votants        | 6 685        | 73,25        | 5 474       | 59,98       |
| Blancs et nuls | Blancs et nuls             | Blancs et nuls | 404          | 6,04         | 418         | 7,64        |
| Exprimés       | Exprimés                   | Exprimés       | 6 281        | 93,96        | 5 056       | 92,36       |

*sortant

### Canton de Limoges-Isle
| Candidats      | Candidats          | Étiquette      | Premier tour | Premier tour | Second tour | Second tour |
| Candidats      | Candidats          | Étiquette      | Voix         | %            | Voix        | %           |
| -------------- | ------------------ | -------------- | ------------ | ------------ | ----------- | ----------- |
|                | Marcel Faucher     | PS             | 2 498        | 40,42        | 2 553       | 47,51       |
|                | Jean-Marie Mas     | RPR            | 1 713        | 27,72        | 1 875       | 34,89       |
|                | Marcel Bayle       | Verts          | 904          | 14,63        | 946         | 17,60       |
|                | Maurice Maron      | PCF            | 465          | 7,52         |             |             |
|                | Ernestine Diligent | FN             | 384          | 6,21         |             |             |
|                | Richard Denizou    | DVD            | 216          | 3,50         |             |             |
|                |                    |                |              |              |             |             |
| Inscrits       | Inscrits           | Inscrits       | 8 620        | 100,00       | 8 620       | 100,00      |
| Abstention     | Abstention         | Abstention     | 1 936        | 22,46        | 2 869       | 33,28       |
| Votants        | Votants            | Votants        | 6 684        | 77,54        | 5 751       | 66,72       |
| Blancs et nuls | Blancs et nuls     | Blancs et nuls | 504          | 7,54         | 377         | 6,56        |
| Exprimés       | Exprimés           | Exprimés       | 6 180        | 92,46        | 5 374       | 93,44       |

### Canton de Limoges-Le Palais
| Candidats      | Candidats               | Étiquette      | Premier tour | Premier tour | Second tour | Second tour |
| Candidats      | Candidats               | Étiquette      | Voix         | %            | Voix        | %           |
| -------------- | ----------------------- | -------------- | ------------ | ------------ | ----------- | ----------- |
|                | Jean-Claude Cruveilher* | PS             | 2 458        | 40,81        | 2 976       | 60,02       |
|                | Dominique Renaudie      | RPR            | 1 454        | 24,14        | 1 982       | 39,98       |
|                | Pierre Barret           | PCF            | 837          | 13,90        |             |             |
|                | Aline Biardeaud         | Verts          | 786          | 13,05        |             |             |
|                | Chantal Ferrand         | FN             | 488          | 8,10         |             |             |
|                |                         |                |              |              |             |             |
| Inscrits       | Inscrits                | Inscrits       | 8 712        | 100,00       | 8 712       | 100,00      |
| Abstention     | Abstention              | Abstention     | 2 194        | 25,18        | 3 165       | 36,33       |
| Votants        | Votants                 | Votants        | 6 518        | 74,82        | 5 547       | 63,67       |
| Blancs et nuls | Blancs et nuls          | Blancs et nuls | 495          | 7,59         | 589         | 10,62       |
| Exprimés       | Exprimés                | Exprimés       | 6 023        | 92,41        | 4 958       | 89,38       |

*sortant

### Canton de Limoges-Panazol
| Candidats      | Candidats         | Étiquette      | Premier tour | Premier tour | Second tour | Second tour |
| Candidats      | Candidats         | Étiquette      | Voix         | %            | Voix        | %           |
| -------------- | ----------------- | -------------- | ------------ | ------------ | ----------- | ----------- |
|                | Bernard Delage    | PS             | 4 882        | 48,52        | 5 545       | 63,31       |
|                | Robert Jacquement | DVD            | 2 694        | 26,77        | 3 214       | 36,69       |
|                | Jacques Lamaud    | Verts          | 994          | 9,88         |             |             |
|                | Yvette Schuppert  | FN             | 817          | 8,12         |             |             |
|                | Jean Leblois      | PCF            | 675          | 6,71         |             |             |
|                |                   |                |              |              |             |             |
| Inscrits       | Inscrits          | Inscrits       | 13 518       | 100,00       | 13 521      | 100,00      |
| Abstention     | Abstention        | Abstention     | 2 714        | 20,08        | 3 959       | 29,28       |
| Votants        | Votants           | Votants        | 10 804       | 79,92        | 9 562       | 70,72       |
| Blancs et nuls | Blancs et nuls    | Blancs et nuls | 742          | 6,87         | 803         | 8,40        |
| Exprimés       | Exprimés          | Exprimés       | 10 062       | 93,13        | 8 759       | 91,60       |

### Canton de Limoges-Puy-las-Rodas
| Candidats      | Candidats            | Étiquette      | Premier tour | Premier tour | Second tour | Second tour |
| Candidats      | Candidats            | Étiquette      | Voix         | %            | Voix        | %           |
| -------------- | -------------------- | -------------- | ------------ | ------------ | ----------- | ----------- |
|                | Jean-Paul Bonnet*    | PS             | 1 799        | 39,27        | 2 019       | 50,95       |
|                | Marie-Odile Chartier | UDF            | 1 644        | 35,89        | 1 944       | 49,05       |
|                | Jean-Louis Ranc      | Verts          | 522          | 11,39        |             |             |
|                | Maxime Labesse       | FN             | 317          | 6,92         |             |             |
|                | Jeannine Bernard     | PCF            | 299          | 6,53         |             |             |
|                |                      |                |              |              |             |             |
| Inscrits       | Inscrits             | Inscrits       | 6 414        | 100,00       | 6 414       | 100,00      |
| Abstention     | Abstention           | Abstention     | 1 562        | 24,35        | 2 144       | 33,43       |
| Votants        | Votants              | Votants        | 4 852        | 75,65        | 4 270       | 66,57       |
| Blancs et nuls | Blancs et nuls       | Blancs et nuls | 271          | 5,59         | 307         | 7,19        |
| Exprimés       | Exprimés             | Exprimés       | 4 581        | 94,41        | 3 963       | 92,81       |

*sortant

### Canton de Limoges-Vigenal
| Candidats      | Candidats               | Étiquette      | Premier tour | Premier tour | Second tour | Second tour |
| Candidats      | Candidats               | Étiquette      | Voix         | %            | Voix        | %           |
| -------------- | ----------------------- | -------------- | ------------ | ------------ | ----------- | ----------- |
|                | Georges Freseau*        | PS             | 1 236        | 32,07        | 1 407       | 41,08       |
|                | Philippe Pauliat-Defaye | UDF            | 1 057        | 27,43        | 1 302       | 38,01       |
|                | Vincent Brousse         | Verts          | 708          | 18,37        | 716         | 20,91       |
|                | Emile Dubois            | PCF            | 479          | 12,43        |             |             |
|                | Georges Theil           | FN             | 374          | 9,70         |             |             |
|                |                         |                |              |              |             |             |
| Inscrits       | Inscrits                | Inscrits       | 5 753        | 100,00       | 5 753       | 100,00      |
| Abstention     | Abstention              | Abstention     | 1 518        | 26,39        | 2 044       | 35,53       |
| Votants        | Votants                 | Votants        | 4 235        | 73,61        | 3 709       | 64,47       |
| Blancs et nuls | Blancs et nuls          | Blancs et nuls | 381          | 9,00         | 284         | 7,66        |
| Exprimés       | Exprimés                | Exprimés       | 3 854        | 91,00        | 3 425       | 92,34       |

*sortant

### Canton de Magnac-Laval
| Candidats      | Candidats           | Étiquette      | Premier tour | Premier tour | Second tour | Second tour |
| Candidats      | Candidats           | Étiquette      | Voix         | %            | Voix        | %           |
| -------------- | ------------------- | -------------- | ------------ | ------------ | ----------- | ----------- |
|                | Jean-Claude Fauvet* | EXG            | 1 195        | 50,00        | 1 354       | 61,49       |
|                | Jean-Marie Thoury   | UDF            | 664          | 27,78        | 848         | 38,51       |
|                | René Voisin         | PS             | 306          | 12,80        |             |             |
|                | Joël Boeufgras      | Verts          | 119          | 4,98         |             |             |
|                | Yvette Baragoin     | FN             | 106          | 4,44         |             |             |
|                |                     |                |              |              |             |             |
| Inscrits       | Inscrits            | Inscrits       | 3 570        | 100,00       | 3 570       | 100,00      |
| Abstention     | Abstention          | Abstention     | 982          | 27,51        | 1 215       | 34,03       |
| Votants        | Votants             | Votants        | 2 588        | 72,49        | 2 355       | 65,97       |
| Blancs et nuls | Blancs et nuls      | Blancs et nuls | 198          | 7,65         | 153         | 6,50        |
| Exprimés       | Exprimés            | Exprimés       | 2 390        | 92,35        | 2 202       | 93,50       |

*sortant

### Canton de Nexon
| Candidats      | Candidats            | Étiquette      | Premier tour | Premier tour | Second tour | Second tour |
| Candidats      | Candidats            | Étiquette      | Voix         | %            | Voix        | %           |
| -------------- | -------------------- | -------------- | ------------ | ------------ | ----------- | ----------- |
|                | René Rebiere*        | PS             | 1 891        | 47,61        | 2 116       | 59,32       |
|                | Patrice Piquet       | RPR            | 1 136        | 28,60        | 1 451       | 40,68       |
|                | Jean-Marie Chadelaud | PCF            | 424          | 10,67        |             |             |
|                | Alain Bertrand       | Verts          | 304          | 7,65         |             |             |
|                | Jean Fredon          | FN             | 217          | 5,46         |             |             |
|                |                      |                |              |              |             |             |
| Inscrits       | Inscrits             | Inscrits       | 5 491        | 100,00       | 5 489       | 100,00      |
| Abstention     | Abstention           | Abstention     | 1 186        | 21,60        | 1 584       | 28,86       |
| Votants        | Votants              | Votants        | 4 305        | 78,40        | 3 905       | 71,14       |
| Blancs et nuls | Blancs et nuls       | Blancs et nuls | 333          | 7,74         | 338         | 8,66        |
| Exprimés       | Exprimés             | Exprimés       | 3 972        | 92,26        | 3 567       | 91,34       |

*sortant

### Canton de Saint-Germain-les-Belles
| Candidats      | Candidats        | Étiquette      | Premier tour | Premier tour |
| Candidats      | Candidats        | Étiquette      | Voix         | %            |
| -------------- | ---------------- | -------------- | ------------ | ------------ |
|                | Marc Ditlecadet* | PS             | 2 110        | 52,78        |
|                | Jean Lacorre     | DVD            | 1 258        | 31,47        |
|                | Marcel Bouthet   | PCF            | 259          | 6,48         |
|                | Michèle Targe    | FN             | 186          | 4,65         |
|                | Yvette Faure     | Verts          | 185          | 4,63         |
|                |                  |                |              |              |
| Inscrits       | Inscrits         | Inscrits       | 5 304        | 100,00       |
| Abstention     | Abstention       | Abstention     | 1 035        | 19,51        |
| Votants        | Votants          | Votants        | 4 269        | 80,49        |
| Blancs et nuls | Blancs et nuls   | Blancs et nuls | 271          | 6,35         |
| Exprimés       | Exprimés         | Exprimés       | 3 998        | 93,65        |

*sortant

### Canton de Saint-Junien-Est
| Candidats      | Candidats        | Étiquette      | Premier tour | Premier tour | Second tour | Second tour |
| Candidats      | Candidats        | Étiquette      | Voix         | %            | Voix        | %           |
| -------------- | ---------------- | -------------- | ------------ | ------------ | ----------- | ----------- |
|                | Roland Mazoin*   | EXG            | 2 740        | 48,38        | 3 127       | 62,04       |
|                | Danielle Depland | RPR            | 1 528        | 26,98        | 1 913       | 37,96       |
|                | Roland Duchoze   | PS             | 578          | 10,21        |             |             |
|                | Lucien Coindeau  | Verts          | 494          | 8,72         |             |             |
|                | Marcel Bernard   | FN             | 323          | 5,70         |             |             |
|                |                  |                |              |              |             |             |
| Inscrits       | Inscrits         | Inscrits       | 8 159        | 100,00       | 8 159       | 100,00      |
| Abstention     | Abstention       | Abstention     | 2 023        | 24,79        | 2 750       | 33,71       |
| Votants        | Votants          | Votants        | 6 136        | 75,21        | 5 409       | 66,29       |
| Blancs et nuls | Blancs et nuls   | Blancs et nuls | 473          | 7,71         | 369         | 6,82        |
| Exprimés       | Exprimés         | Exprimés       | 5 663        | 92,29        | 5 040       | 93,18       |

*sortant

### Canton de Saint-Laurent-sur-Gorre
| Candidats      | Candidats       | Étiquette      | Premier tour | Premier tour | Second tour | Second tour |
| Candidats      | Candidats       | Étiquette      | Voix         | %            | Voix        | %           |
| -------------- | --------------- | -------------- | ------------ | ------------ | ----------- | ----------- |
|                | Alain Blond     | DVD            | 1 326        | 48,10        | 1 651       | 64,17       |
|                | André Roulaud   | PS             | 625          | 22,67        | 922         | 35,83       |
|                | Michèle Barnoux | PS             | 267          | 9,68         |             |             |
|                | Michel Thomas   | PCF            | 207          | 7,51         |             |             |
|                | Jean Daniel     | Verts          | 125          | 4,53         |             |             |
|                | Marilyne Baron  | FN             | 121          | 4,39         |             |             |
|                | Odette Aupetit  | PCF            | 86           | 3,12         |             |             |
|                |                 |                |              |              |             |             |
| Inscrits       | Inscrits        | Inscrits       | 3 491        | 100,00       | 3 490       | 100,00      |
| Abstention     | Abstention      | Abstention     | 592          | 16,96        | 707         | 20,26       |
| Votants        | Votants         | Votants        | 2 899        | 83,04        | 2 783       | 79,74       |
| Blancs et nuls | Blancs et nuls  | Blancs et nuls | 142          | 4,90         | 210         | 7,55        |
| Exprimés       | Exprimés        | Exprimés       | 2 757        | 95,10        | 2 573       | 92,45       |

### Canton de Saint-Léonard-de-Noblat
| Candidats      | Candidats           | Étiquette      | Premier tour | Premier tour | Second tour | Second tour |
| Candidats      | Candidats           | Étiquette      | Voix         | %            | Voix        | %           |
| -------------- | ------------------- | -------------- | ------------ | ------------ | ----------- | ----------- |
|                | Jean-Paul Bardon*   | PS             | 2 046        | 36,37        | 2 816       | 58,88       |
|                | Jean-Claude Vialard | RPR            | 1 485        | 26,40        | 1 967       | 41,12       |
|                | Pascal Revelon      | PCF            | 997          | 17,72        | Retrait     | Retrait     |
|                | Nicole Jaeger       | Verts          | 711          | 12,64        |             |             |
|                | Liliane Zenon       | FN             | 387          | 6,88         |             |             |
|                |                     |                |              |              |             |             |
| Inscrits       | Inscrits            | Inscrits       | 7 902        | 100,00       | 7 904       | 100,00      |
| Abstention     | Abstention          | Abstention     | 1 777        | 22,49        | 2 368       | 29,96       |
| Votants        | Votants             | Votants        | 6 125        | 77,51        | 5 536       | 70,04       |
| Blancs et nuls | Blancs et nuls      | Blancs et nuls | 499          | 8,15         | 753         | 13,60       |
| Exprimés       | Exprimés            | Exprimés       | 5 626        | 91,85        | 4 783       | 86,40       |

*sortant

### Canton de Saint-Sulpice-les-Feuilles
| Candidats      | Candidats                    | Étiquette      | Premier tour | Premier tour | Second tour | Second tour |
| Candidats      | Candidats                    | Étiquette      | Voix         | %            | Voix        | %           |
| -------------- | ---------------------------- | -------------- | ------------ | ------------ | ----------- | ----------- |
|                | René Buxeraud*               | EXG            | 1 272        | 43,71        | 1 510       | 55,29       |
|                | Pierre Godin                 | DVD            | 870          | 29,90        | 1 221       | 44,71       |
|                | Jeannine Hoffmann Maillochon | PS             | 572          | 19,66        | Retrait     | Retrait     |
|                | Michel Galliot               | Verts          | 116          | 3,99         |             |             |
|                | Ernestine Seiler             | FN             | 80           | 2,75         |             |             |
|                |                              |                |              |              |             |             |
| Inscrits       | Inscrits                     | Inscrits       | 4 212        | 100,00       | 4 212       | 100,00      |
| Abstention     | Abstention                   | Abstention     | 1 182        | 28,06        | 1 373       | 32,60       |
| Votants        | Votants                      | Votants        | 3 030        | 71,94        | 2 839       | 67,40       |
| Blancs et nuls | Blancs et nuls               | Blancs et nuls | 120          | 3,96         | 108         | 3,80        |
| Exprimés       | Exprimés                     | Exprimés       | 2 910        | 96,04        | 2 731       | 96,20       |

*sortant